# Tenpoku-Linie
| Frühere Trasse in Wakkanai, heute als Radweg genutzt |                   |                                 |                                 |
| Streckenlänge: | 148,9 km          |                                 |                                 |
| Spurweite: | 1067 mm (Kapspur) |                                 |                                 |
| Maximale Neigung: | 25 ‰              |                                 |                                 |
| Minimaler Radius: | 300 m             |                                 |                                 |
| Zweigleisigkeit: | nein              |                                 |                                 |
| |                   |                                 |                                 |
| \| \| 0,0 \| Otoineppu (音威子府) \| 1912– \| \| \| \| ↑→ Sōya-Hauptlinie \| 1912– \| \| \| \| Otoineppu-gawa (2×) \| \| \| \| 5,4 \| Kami-Otoineppu (上音威子府) \| 1914–1989 \| \| \| \| Tenpoku-Tunnel (376 m) \| \| \| \| 11,6 \| Tenpoku-Zakae (天北栄) \| 1956–1965 \| \| \| 15,6 \| Shō-Tombetsu (小頓別) \| 1914–1989 \| \| \| \| ← Kommunale Kleinbahn Utanobori \| \| \| \| \| Tombetsu-gawa \| \| \| \| 20,6 \| Kami-Tombetsu (上頓別) \| 1956–1989 \| \| \| 23,2 \| Megumino (恵野) \| 1956–1989 \| \| \| \| Asase-gawa \| \| \| \| \| Tombetsu-gawa (2×) \| \| \| \| 27,1 \| Pinneshiri (敏音知) \| 1916–1989 \| \| \| \| Tombetsu-gawa (3×) \| \| \| \| 31,2 \| Shūmaro (周磨) \| 1956–1989 \| \| \| 34,5 \| Matsuneshiri (常盤) \| 1916–1989 \| \| \| 37,4 \| Kamikoma (上駒) \| 1955–1989 \| \| \| \| Tombetsu-gawa \| \| \| \| \| Peichian-gawa \| \| \| \| 42,5 \| Naka-Tombetsu (中頓別) \| 1916–1989 \| \| \| 46,6 \| Kotobuki (寿) \| 1955–1989 \| \| \| \| Tombetsu-gawa \| \| \| \| 48,0 \| Shin-Yayoi (新弥生) \| 1959–1989 \| \| \| \| Tombetsu-gawa \| \| \| \| 51,6 \| Shimo-Tombetsu (下頓別) \| 1918–1989 \| \| \| 54,8 \| Tokiwa (常盤) \| 1954–1989 \| \| \| \| Tombetsu-gawa \| \| \| \| \| ← Kōhin-Nordlinie \| 1936–1985 \| \| \| 61,5 \| Hama-Tombetsu (浜頓別) \| 1918–1989 \| \| \| \| Kita-Tombetsu (北頓別) \| –1967 \| \| \| \| Kussharo-gawa \| \| \| \| 67,7 \| Yamagaru (山軽) \| 1919–1989 \| \| \| 70,4 \| Yasubetsu (安別) \| 1956–1989 \| \| \| 72,8 \| Hikōjō-mae (飛行場前) \| 1955–1989 \| \| \| 76,7 \| Asajino (浅茅野) \| 1919–1989 \| \| \| \| Sarufutsu-gawa \| \| \| \| 82,9 \| Sarufutsu (猿払) \| 1920–1989 \| \| \| \| Karibetsu-gawa \| \| \| \| 87,4 \| Ashino (芦野) \| 1920–1989 \| \| \| \| Saruname-gawa \| \| \| \| 93,7 \| Onishibetsu (鬼志別) \| 1920–1989 \| \| \| \| Onishibetsu-gawa \| \| \| \| 99,0 \| Koishi (小石) \| 1922–1989 \| \| \| \| Fujita-Kohlebergwerk \| 1947–1967 \| \| \| 116,7 \| Magarifuchi (曲淵) \| 1922–1989 \| \| \| \| \| \| \| \| \| → Horonuma-Linie \| 1933–1964 \| \| \| 121,0 \| Numakawa (沼川) \| 1922–1989 \| \| \| 127,2 \| Kabaoka (樺岡) \| 1922–1989 \| \| \| 136,3 \| Keihoku (恵北) \| 1922–1989 \| \| \| \| Higashi-Koetoi (東声問) \| 1987 \| \| \| 141,8 \| Koetoi (声問) \| 1922–1989 \| \| \| \| Koetoi-gawa \| \| \| \| 146,8 \| Uennai (宇遠内) \| 1955–1989 \| \| \| \| → Sōya-Hauptlinie \| 1924– \| \| \| 148,9 \| Minami-Wakkanai (南稚内) \| 1922– \| \| \| \| ← Städtische Hafenbahn \| \| \| \| \| Wakkanai (稚内) \| \| \| \| \| Wakkanai-sanbashi (稚内桟橋) \| \| \| \| \| Fähre nach Ōdomari (Korsakow) \| \| |                   |                                 |                                 |
| Bahnhof | 0,0               | Otoineppu (音威子府)            | 1912–                           |
| Abzweig ehemals geradeaus und nach links |                   | ↑→ Sōya-Hauptlinie              | 1912–                           |
| Brücke über Wasserlauf (Strecke außer Betrieb) |                   | Otoineppu-gawa (2×)             | Otoineppu-gawa (2×)             |
| Haltepunkt / Haltestelle (Strecke außer Betrieb) | 5,4               | Kami-Otoineppu (上音威子府)     | 1914–1989                       |
| Tunnel (Strecke außer Betrieb) |                   | Tenpoku-Tunnel (376 m)          | Tenpoku-Tunnel (376 m)          |
| Haltepunkt / Haltestelle (Strecke außer Betrieb) | 11,6              | Tenpoku-Zakae (天北栄)          | 1956–1965                       |
| U-Bahn-Haltepunkt / Haltestelle Streckenanfang (Strecke außer Betrieb) · Bahnhof (Strecke außer Betrieb) | 15,6              | Shō-Tombetsu (小頓別)           | 1914–1989                       |
| U-Bahn-Strecke nach rechts (außer Betrieb) · Strecke (außer Betrieb) |                   | ← Kommunale Kleinbahn Utanobori | ← Kommunale Kleinbahn Utanobori |
| Brücke über Wasserlauf (Strecke außer Betrieb) |                   | Tombetsu-gawa                   | Tombetsu-gawa                   |
| Haltepunkt / Haltestelle (Strecke außer Betrieb) | 20,6              | Kami-Tombetsu (上頓別)          | 1956–1989                       |
| Haltepunkt / Haltestelle (Strecke außer Betrieb) | 23,2              | Megumino (恵野)                 | 1956–1989                       |
| Brücke über Wasserlauf (Strecke außer Betrieb) |                   | Asase-gawa                      | Asase-gawa                      |
| Brücke über Wasserlauf (Strecke außer Betrieb) |                   | Tombetsu-gawa (2×)              | Tombetsu-gawa (2×)              |
| Bahnhof (Strecke außer Betrieb) | 27,1              | Pinneshiri (敏音知)             | 1916–1989                       |
| Brücke über Wasserlauf (Strecke außer Betrieb) |                   | Tombetsu-gawa (3×)              | Tombetsu-gawa (3×)              |
| Haltepunkt / Haltestelle (Strecke außer Betrieb) | 31,2              | Shūmaro (周磨)                  | 1956–1989                       |
| Haltepunkt / Haltestelle (Strecke außer Betrieb) | 34,5              | Matsuneshiri (常盤)             | 1916–1989                       |
| Haltepunkt / Haltestelle (Strecke außer Betrieb) | 37,4              | Kamikoma (上駒)                 | 1955–1989                       |
| Brücke über Wasserlauf (Strecke außer Betrieb) |                   | Tombetsu-gawa                   | Tombetsu-gawa                   |
| Brücke über Wasserlauf (Strecke außer Betrieb) |                   | Peichian-gawa                   | Peichian-gawa                   |
| Bahnhof (Strecke außer Betrieb) | 42,5              | Naka-Tombetsu (中頓別)          | 1916–1989                       |
| Haltepunkt / Haltestelle (Strecke außer Betrieb) | 46,6              | Kotobuki (寿)                   | 1955–1989                       |
| Brücke über Wasserlauf (Strecke außer Betrieb) |                   | Tombetsu-gawa                   | Tombetsu-gawa                   |
| Haltepunkt / Haltestelle (Strecke außer Betrieb) | 48,0              | Shin-Yayoi (新弥生)             | 1959–1989                       |
| Brücke über Wasserlauf (Strecke außer Betrieb) |                   | Tombetsu-gawa                   | Tombetsu-gawa                   |
| Haltepunkt / Haltestelle (Strecke außer Betrieb) | 51,6              | Shimo-Tombetsu (下頓別)         | 1918–1989                       |
| Haltepunkt / Haltestelle (Strecke außer Betrieb) | 54,8              | Tokiwa (常盤)                   | 1954–1989                       |
| Brücke über Wasserlauf (Strecke außer Betrieb) |                   | Tombetsu-gawa                   | Tombetsu-gawa                   |
| Abzweig geradeaus und von rechts (Strecke außer Betrieb) |                   | ← Kōhin-Nordlinie               | 1936–1985                       |
| Bahnhof (Strecke außer Betrieb) | 61,5              | Hama-Tombetsu (浜頓別)          | 1918–1989                       |
| Haltepunkt / Haltestelle (Strecke außer Betrieb) |                   | Kita-Tombetsu (北頓別)          | –1967                           |
| Brücke über Wasserlauf (Strecke außer Betrieb) |                   | Kussharo-gawa                   | Kussharo-gawa                   |
| Haltepunkt / Haltestelle (Strecke außer Betrieb) | 67,7              | Yamagaru (山軽)                 | 1919–1989                       |
| Haltepunkt / Haltestelle (Strecke außer Betrieb) | 70,4              | Yasubetsu (安別)                | 1956–1989                       |
| Haltepunkt / Haltestelle (Strecke außer Betrieb) | 72,8              | Hikōjō-mae (飛行場前)           | 1955–1989                       |
| Haltepunkt / Haltestelle (Strecke außer Betrieb) | 76,7              | Asajino (浅茅野)                | 1919–1989                       |
| Brücke über Wasserlauf (Strecke außer Betrieb) |                   | Sarufutsu-gawa                  | Sarufutsu-gawa                  |
| Haltepunkt / Haltestelle (Strecke außer Betrieb) | 82,9              | Sarufutsu (猿払)                | 1920–1989                       |
| Brücke über Wasserlauf (Strecke außer Betrieb) |                   | Karibetsu-gawa                  | Karibetsu-gawa                  |
| Haltepunkt / Haltestelle (Strecke außer Betrieb) | 87,4              | Ashino (芦野)                   | 1920–1989                       |
| Brücke über Wasserlauf (Strecke außer Betrieb) |                   | Saruname-gawa                   | Saruname-gawa                   |
| Bahnhof (Strecke außer Betrieb) | 93,7              | Onishibetsu (鬼志別)            | 1920–1989                       |
| Brücke über Wasserlauf (Strecke außer Betrieb) |                   | Onishibetsu-gawa                | Onishibetsu-gawa                |
| Haltepunkt / Haltestelle (Strecke außer Betrieb) | 99,0              | Koishi (小石)                   | 1922–1989                       |
| Betriebsstelle Streckenanfang und quer (Strecke außer Betrieb) · Abzweig geradeaus und nach rechts (Strecke außer Betrieb) |                   | Fujita-Kohlebergwerk            | 1947–1967                       |
| Bahnhof (Strecke außer Betrieb) | 116,7             | Magarifuchi (曲淵)              | 1922–1989                       |
| |                   |                                 |                                 |
| Strecke (außer Betrieb) · U-Bahn-Strecke von links (außer Betrieb) |                   | → Horonuma-Linie                | 1933–1964                       |
| Haltepunkt / Haltestelle (Strecke außer Betrieb) · U-Bahn-Haltepunkt / Haltestelle Streckenende (Strecke außer Betrieb) | 121,0             | Numakawa (沼川)                 | 1922–1989                       |
| Haltepunkt / Haltestelle (Strecke außer Betrieb) | 127,2             | Kabaoka (樺岡)                  | 1922–1989                       |
| Bahnhof (Strecke außer Betrieb) | 136,3             | Keihoku (恵北)                  | 1922–1989                       |
| Haltepunkt / Haltestelle (Strecke außer Betrieb) |                   | Higashi-Koetoi (東声問)         | 1987                            |
| Bahnhof (Strecke außer Betrieb) | 141,8             | Koetoi (声問)                   | 1922–1989                       |
| Brücke über Wasserlauf (Strecke außer Betrieb) |                   | Koetoi-gawa                     | Koetoi-gawa                     |
| Haltepunkt / Haltestelle (Strecke außer Betrieb) | 146,8             | Uennai (宇遠内)                 | 1955–1989                       |
| Abzweig ehemals geradeaus und von links |                   | → Sōya-Hauptlinie               | 1924–                           |
| Bahnhof | 148,9             | Minami-Wakkanai (南稚内)        | 1922–                           |
| Abzweig geradeaus und ehemals von rechts |                   | ← Städtische Hafenbahn          | ← Städtische Hafenbahn          |
| Haltepunkt / Haltestelle Strecke ab hier außer Betrieb |                   | Wakkanai (稚内)                 | Wakkanai (稚内)                 |
| Haltepunkt / Haltestelle (Strecke außer Betrieb) |                   | Wakkanai-sanbashi (稚内桟橋)    | Wakkanai-sanbashi (稚内桟橋)    |
| Eisenbahnfähre (Strecke außer Betrieb) |                   | Fähre nach Ōdomari (Korsakow)   | Fähre nach Ōdomari (Korsakow)   |

Die Tenpoku-Linie bzw. Tempoku-Linie (jap. 天北線, Tenpoku-sen/Tempoku-sen) war eine Eisenbahnstrecke im Norden der japanischen Insel Hokkaidō. Sie wurde zwischen 1914 und 1922 eröffnet und war bis 1989 in Betrieb. Der Name setzt sich aus den jeweils ersten Kanji-Schriftzeichen der ehemaligen Provinzen Teshio (天塩) und Kitami (北見) zusammen.

## Beschreibung
Die 148,9 km lange Tenpoku-Linie verband im äußersten Norden Hokkaidōs die Städte Otoineppu und Wakkanai miteinander. Sie war kapspurig, eingleisig und nicht elektrifiziert. Dabei handelte es sich um eine Alternativroute zur weiter westlich gelegenen, heute noch in Betrieb befindlichen Sōya-Hauptlinie. Erschlossen wurden insgesamt 33 Bahnhöfe und Bedarfshaltestellen.
Im Bahnhof Otoineppu bog die Tenpoku-Linie von der Sōya-Hauptlinie ab und führte in nördlicher Richtung zunächst durch das Otoineppu-Tal. Nach dem Tenpoku-Tunnel erreichte sie das Tombetsu-Tal, dem sie bis Hama-Tombetsu am Ochotskischen Meer folgte. Anschließend wandte sich die Strecke nach Nordwesten. Dabei verlief sie nicht unmittelbar der Küste entlang, sondern etwa ein bis zwei Kilometer landeinwärts, vorbei am Kutcharo-See und am Poro-See. Ab Onishibetsu führte sie westwärts durch das Onishibetsu-Tal und nordwärts durch das Koetoi-Tal, bis sie schließlich die zur La-Pérouse-Straße gehörende Sōya-Bucht erreichte. Im Bahnhof Minami-Wakkanai traf sie wieder auf die Sōya-Hauptlinie.
Von der früheren Trasse ist kaum etwas erhalten geblieben, da man sie dem Verfall überließ. An einigen Stellen wurde sie durch Feldwege und Nebenstraßen ersetzt, zwischen Koetoi und Minami-Wakkanai durch einen Radweg.

## Geschichte
Die in Asahikawa beginnende Sōya-Linie (宗谷線) reichte im Jahr 1912 bis zum Bahnhof Otoineppu. Ursprünglich war geplant, sie über Horonobe zur Nordspitze Hokkaidōs weiterzuführen. Aus politischen Gründen entschied sich das Eisenbahnamt (das spätere Eisenbahnministerium) jedoch für den Bau einer weiter östlich verlaufenden und 20 km längeren Alternativroute entlang dem Ochotskischen Meer. Als erstes wurde am 7. November 1914 der Abschnitt zwischen Otoineppu und Shō-Tombetsu eröffnet. Naka-Tombetsu war am 1. Oktober 1916 erreicht, Hama-Tombetsu am 25. August 1918, Asajino am 1. November 1919 und Onishibetsu am 1. November 1920.
Mit der Eröffnung des Teilstücks zwischen Onishibetsu und Wakkanai (dem heutigen Bahnhof Minami-Wakkanai) am 1. November 1922 war die nördlichste Stadt Hokkaidōs nun ebenfalls ans Eisenbahnnetz angeschlossen. Vier Tage später erhielt die Strecke den neuen Namen Sōya-Hauptlinie. Inzwischen hatten die Bauarbeiten an der ursprünglich geplanten Route begonnen und knapp vier Jahre später war Wakkanai auch auf der Teshio-Linie via Horonobe erreichbar. 1928 wurde eine kurze, von beiden Linien genutzte Verlängerung innerhalb der Stadt Wakkanai zum Hafenbahnhof (heute Bahnhof Wakkanai) in Betrieb genommen. Am 1. April 1930 kam es zu einer weiteren Umbenennung: Während die nachträglich gebaute Teshio-Linie (Otoineppu–Horonobe–Wakkanai) ein Teil der Sōya-Hauptlinie wurde, verlor die zuerst gebaute Strecke Otoineppu–Hama-Tombetsu–Wakkanai diesen Namen und hieß nun Kitami-Linie (北見線, Kitami-sen).
Benannt war die Kitami-Linie nach der historischen Provinz Kitami, die den gesamten Küstenstreifen entlang des Ochotskischen Meeres umfasste. Sie erschloss aber nur dessen nördlichsten Teil. Ab 1942 führte diese Namensgebung zu häufigen Verwechslungen, nachdem weit im Osten aus der Gemeinde Nokkeushi die Stadt Kitami entstanden war, die über 200 Kilometer von der Kitami-Linie entfernt liegt. Aus diesem Grund führte die Japanische Staatsbahn (JNR) am 1. April 1961 die neue Bezeichnung Tenpoku-Linie ein. Ab 1. November desselben Jahres verkehrte täglich ein Schnellzugpaar Sapporo–Wakkanai über die Tenpoku-Linie.
Basierend auf dem 1980 beschlossenen Gesetz zur Sanierung der Staatsbahnfinanzen stufte die JNR die Tenpoku-Linie als eine jener Strecken ein, die aufgrund des besonders tiefen Kostendeckungsgrades mittelfristig stillgelegt und auf Busbetrieb umgestellt werden sollten. Da die Tenpoku-Linie die längste aller betroffenen Strecken war und ein störungsfreier Busbetrieb im Winter nicht garantiert werden konnte, stellte das Verkehrsministerium diese Maßnahme zunächst zurück, genehmigte sie im August 1985 letztlich aber doch. Zuvor hatte die JNR am 1. Februar 1984 aus Kostengründen den gesamten Güterverkehr eingestellt. Im Rahmen der Staatsbahnprivatisierung ging die Tenpoku-Linie am 1. April 1987 in den Besitz von JR Hokkaido über. Diese legte sie etwas mehr als zwei Jahre später am 1. Mai 1989 still.

## Liste der Bahnhöfe

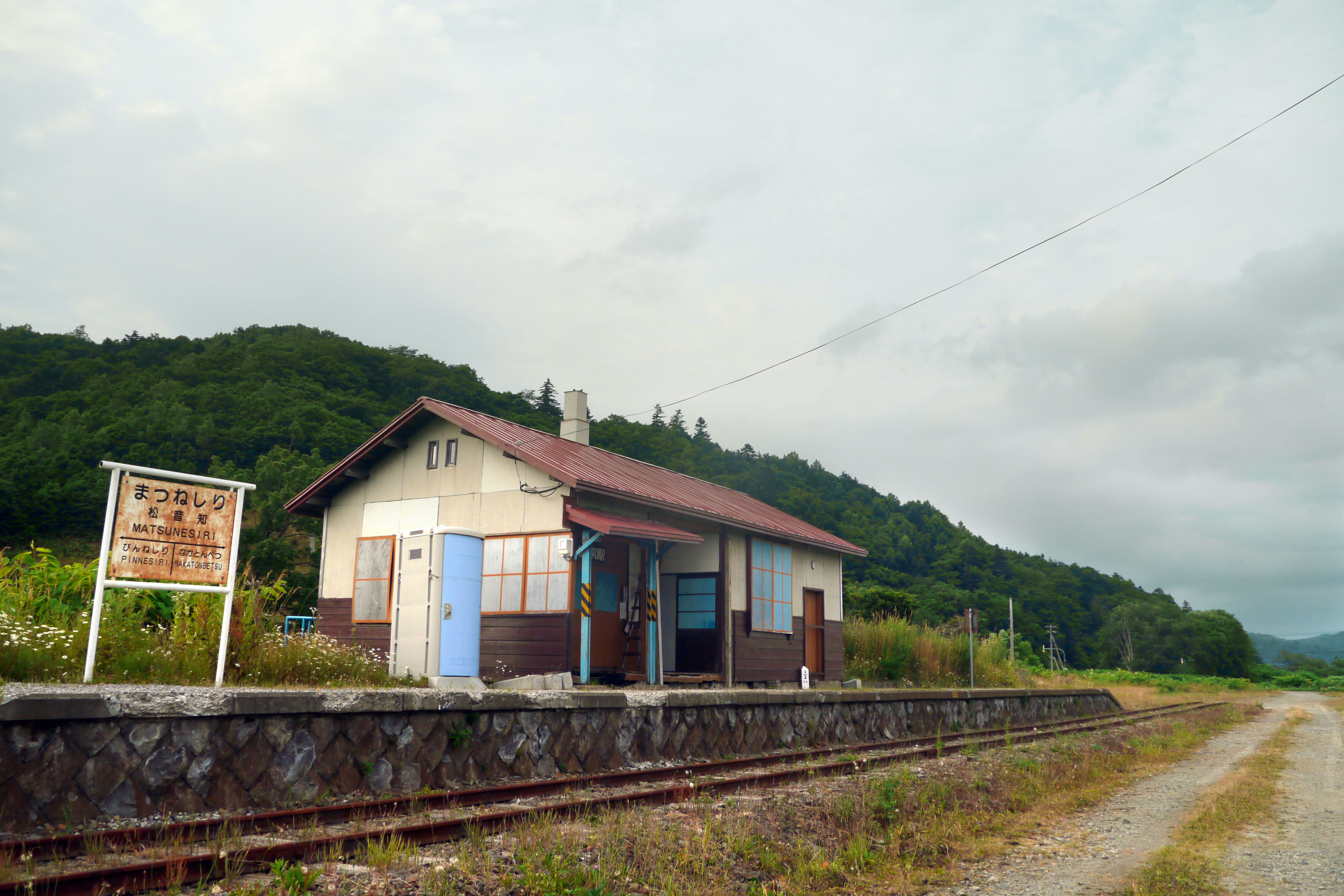
Ehemaliger Bahnhof Matsuneshiri (August 2011)

| Name                        | km    | Anschlusslinien | Lage   | Ort          |
| --------------------------- | ----- | --------------- | ------ | ------------ |
| Otoineppu (音威子府)        | 000,0 | Sōya-Hauptlinie | Koord. | Otoineppu    |
| Kami-Otoineppu (上音威子府) | 005,4 |                 | Koord. | Otoineppu    |
| Tenpoku-Zakae (天北栄)      | 011,6 |                 | Koord. | Nakatombetsu |
| Shō-Tombetsu (小頓別)       | 015,6 |                 | Koord. | Nakatombetsu |
| Kami-Tombetsu (上頓別)      | 020,6 |                 | Koord. | Nakatombetsu |
| Megumino (恵野)             | 023,2 |                 | Koord. | Nakatombetsu |
| Pinneshiri (敏音知)         | 027,1 |                 | Koord. | Nakatombetsu |
| Shūmaro (周磨)              | 031,2 |                 | Koord. | Nakatombetsu |
| Matsuneshiri (松音知)       | 034,5 |                 | Koord. | Nakatombetsu |
| Kamikoma (上駒)             | 037,4 |                 | Koord. | Nakatombetsu |
| Naka-Tombetsu (中頓別)      | 042,5 |                 | Koord. | Nakatombetsu |
| Kotobuki (寿)               | 046,6 |                 | Koord. | Nakatombetsu |
| Shin-Yayoi (新弥生)         | 048,0 |                 | Koord. | Nakatombetsu |
| Shimo-Tombetsu (下頓別)     | 051,6 |                 | Koord. | Hamatombetsu |
| Tokiwa (常盤)               | 054,8 |                 | Koord. | Hamatombetsu |
| Hama-Tombetsu (浜頓別)      | 061,5 |                 | Koord. | Hamatombetsu |
| Kita-Tombetsu (北頓別)      |       |                 | Koord. | Hamatombetsu |
| Yamagaru (山軽)             | 067,7 |                 | Koord. | Hamatombetsu |
| Yasubetsu (安別)            | 070,4 |                 | Koord. | Sarufutsu    |
| Hikōjō-mae (飛行場前)       | 072,8 |                 | Koord. | Sarufutsu    |
| Asajino (浅茅野)            | 076,7 |                 | Koord. | Sarufutsu    |
| Sarufutsu (猿払)            | 082,9 |                 | Koord. | Sarufutsu    |
| Ashino (芦野)               | 087,4 |                 | Koord. | Sarufutsu    |
| Onishibetsu (鬼志別)        | 093,7 |                 | Koord. | Sarufutsu    |
| Koishi (小石)               | 099,0 |                 | Koord. | Sarufutsu    |
| Magarifuchi (曲淵)          | 116,7 |                 | Koord. | Wakkanai     |
| Numakawa (沼川)             | 121,0 |                 | Koord. | Wakkanai     |
| Kabaoka (樺岡)              | 127,2 |                 | Koord. | Wakkanai     |
| Keihoku (恵北)              | 136,3 |                 | Koord. | Wakkanai     |
| Higashi-Koetoi (東声問)     |       |                 | Koord. | Wakkanai     |
| Koetoi (声問)               | 141,8 |                 | Koord. | Wakkanai     |
| Uennai (宇遠内)             | 146,8 |                 | Koord. | Wakkanai     |
| Minami-Wakkanai (南稚内)    | 148,9 | Sōya-Hauptlinie | Koord. | Wakkanai     |